# 阿姆聚勒河
阿姆聚勒河（法語：Amezule，法語發音：[amzyl]）是法国大東部大區默尔特-摩泽尔省的河流，长19.3千米。